# Canal du Telemark
Le canal du Telemark se situe dans le sud de la Norvège, long de 105 km il relie les villes de Skien et Dalen par l'intermédiaire de huit écluses, pour un total de 18 chambres et 72 mètres de dénivelé.

## Notes et références

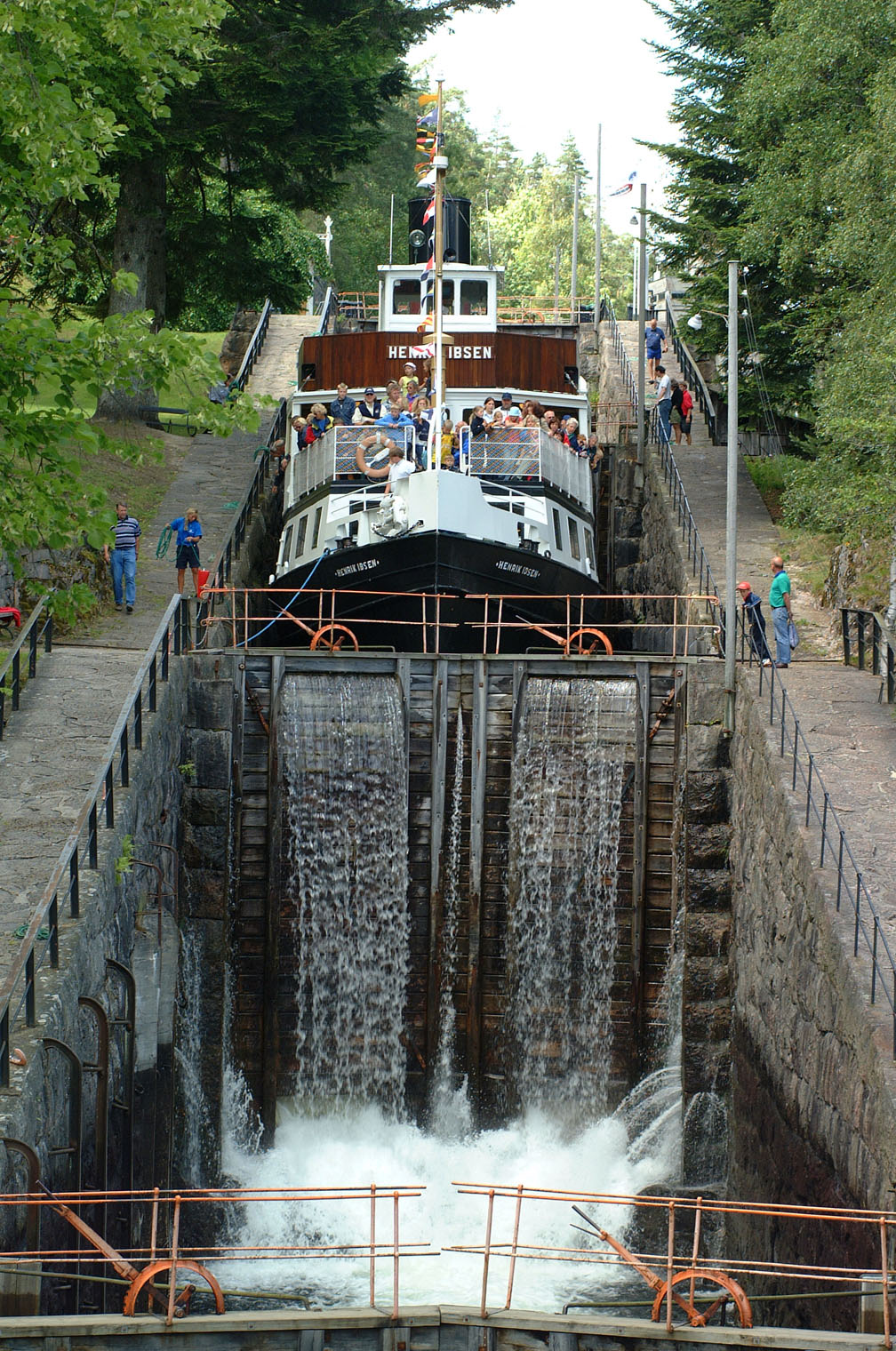
Écluses sur le canal de Telemark.